# Leynar

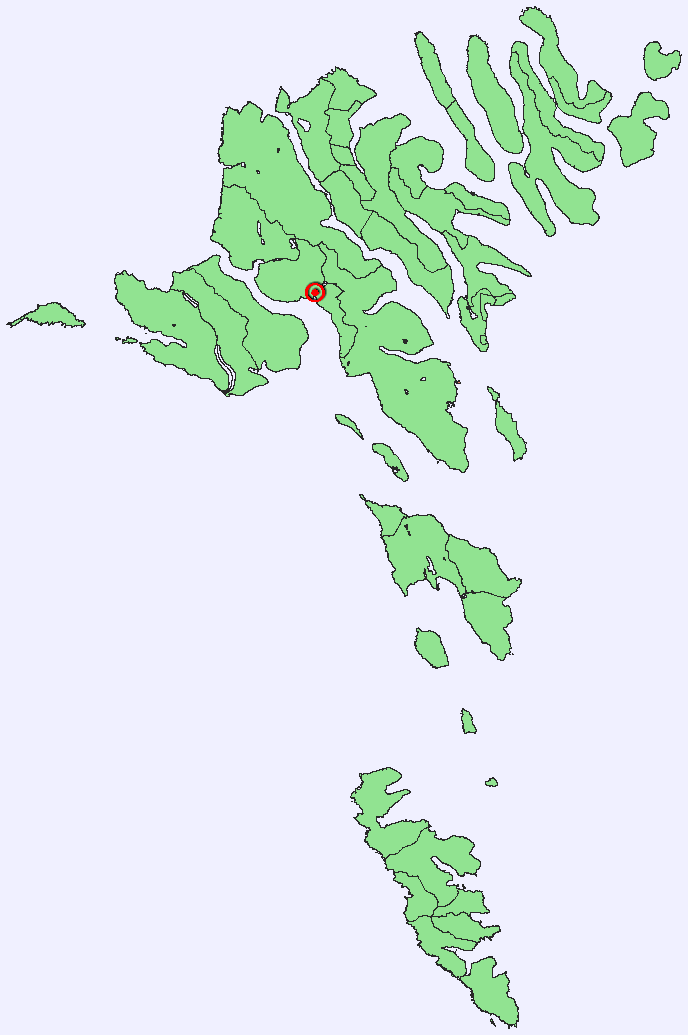

Leynar [ˈlɛiːnaɹ] (dänischer Name: Lejnum) ist ein Ort der Färöer im Westen Streymoys.
- Einwohner: 113  (1. Januar 2007)
- Postleitzahl: FO-335
- Kommune: Kvívíkar kommuna

Leynar besitzt einen kleinen Sandstrand, den Leynarsandur, der im Sommer bei schönem Wetter ein beliebter Badestrand der Einheimischen ist. Durch den Ort fließt der Wildbach Leynará, und in der Nähe befindet sich der idyllische See Leynavatn, der unter Anglern sehr beliebt ist. Bei Leynar befindet sich das östliche Ende des Vágartunnels.
Im Ort lebt und arbeitet die färöische Schriftstellerin Guðrið Helmsdal.

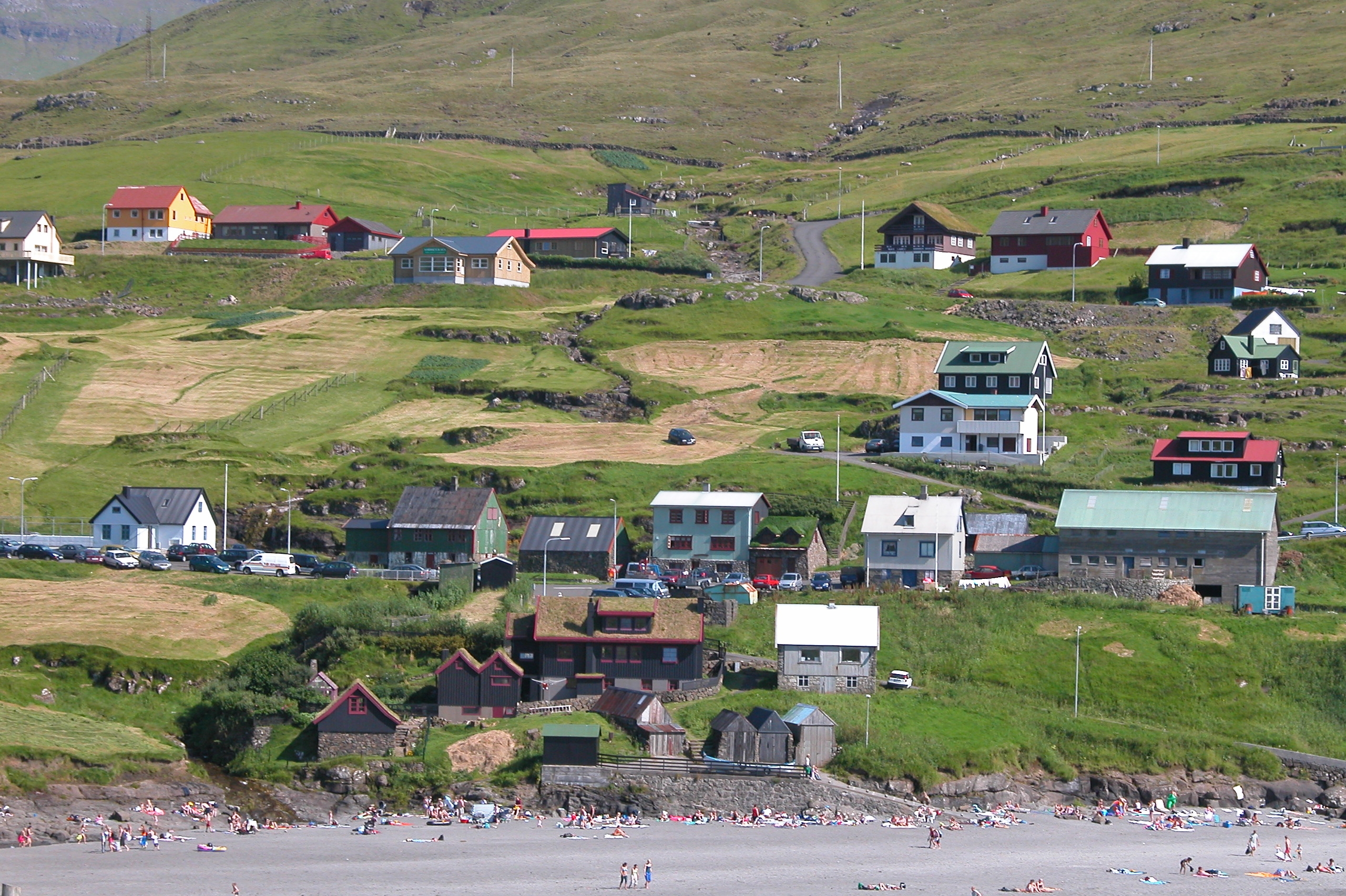
Leynar
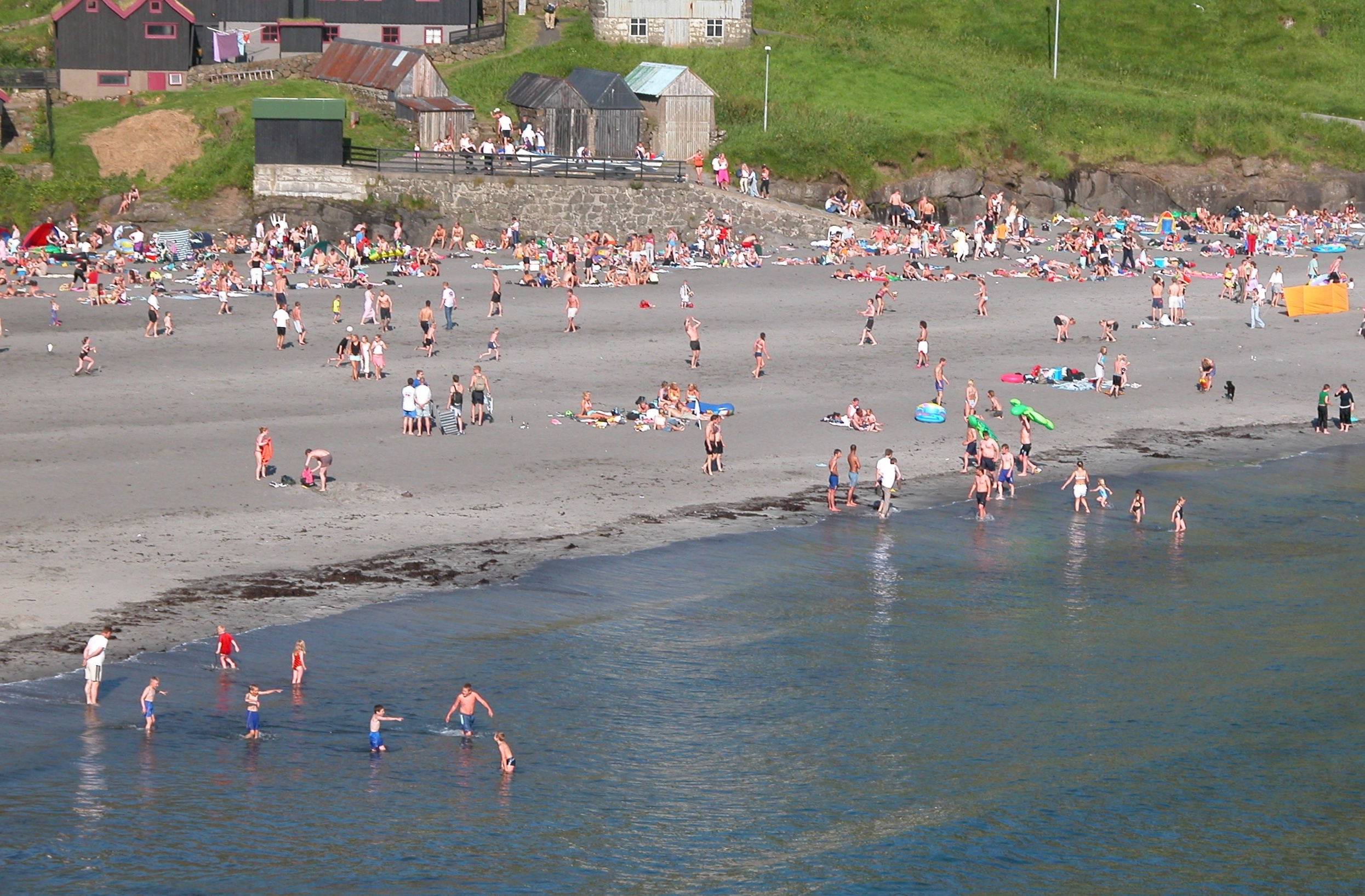
Leynasandur
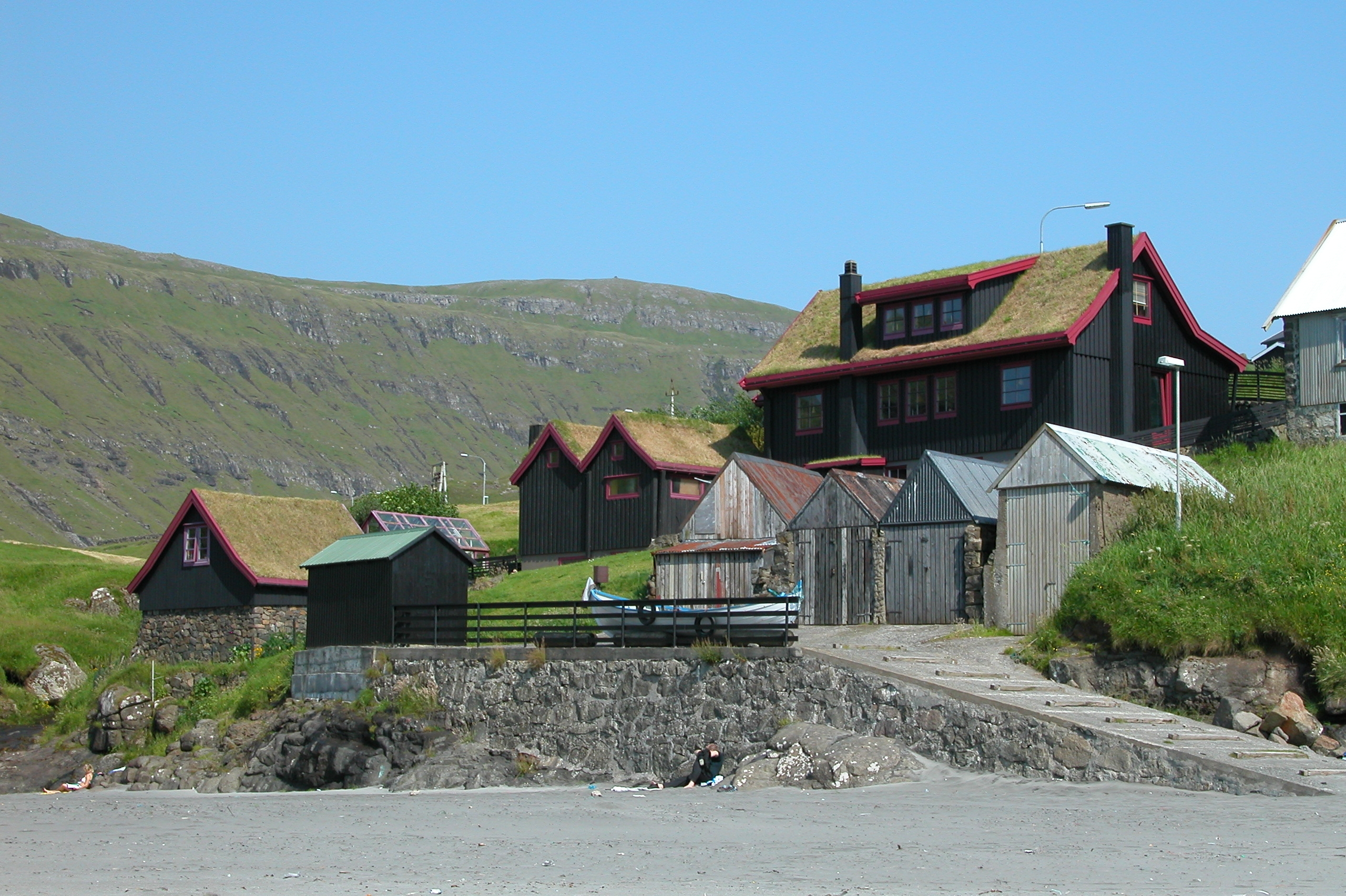
Leynar